# Axel Hager
Axel Hager (Burg auf Fehmarn, 1969. március 14. –) német röplabdázó és strandröplabdázó. A 2000-es nyári olimpiai játékokon bronzérmet nyert páros strandröplabdában Jörg Ahmann oldalán. Részt vett az 1996-os olimpián is.